# HAT-P-11
HAT-P-11 (Kepler-3) — звезда, которая находится в созвездии Лебедя на расстоянии около 123 световых лет от нас. Вокруг звезды обращается, как минимум, одна планета.

## Характеристики
Звезда относится к классу оранжевых карликов, и по своим размерам и массе немного уступает нашему Солнцу. Её диаметр и масса равны 0,75 и 0,8 солнечных соответственно. Температура поверхности звезды достигает 4850 кельвинов. HAT-P-11 входит в поле обозрения орбитального телескопа Кеплер, и поэтому имеет дополнительное наименование Kepler-3.

## Планетная система
В 2009 году в рамках проекта HATNet командой астрономов было объявлено открытие планеты HAT-P-11 b. Эта планета немного больше Нептуна, её масса приблизительно равна 17 массам Земли. Она обращается очень близко к родительской звезде — на расстоянии около 0,05 а. е., что говорит о высокой температуре в верхних слоях её атмосферы. Год на ней длится почти пять дней.